# 寄生五叶参
寄生五叶参（学名：Pentapanax parasiticus）是五加科五叶参属的植物。分布在印度、尼泊尔以及中国大陆的四川、云南等地，生长于海拔2,500米的地区，多生长于灌木丛林中，目前尚未由人工引种栽培。
其种加词“Parasiticus”意为“附生的”、“寄生的”。
现接受名为寄生羽叶参（Aralia parasitica (D.Don) J.Wen, 1993）。

## 异名
- Pentapanax parasiticus (Buch.-Ham. ex D. Don) Seem. var. khasianus C. B. Clarke